# Claudecir Aparecido de Aguiar
Claudecir Aparecido de Aguiar (* 15. Oktober 1975 in Agudos, SP) ist ein ehemaliger brasilianischer Fußballspieler. Der Rechtsfuß spielte auf der Position eines Abwehrspielers.

## Karriere
Claudecir startete seine Laufbahn 1996 beim Mogi Mirim EC aus São Paulo. Der Spieler wechselte häufiger die Clubs, u. a. spielte er auch für ein Jahr in Japan bei Kashima Antlers. Mit dem AD São Caetano stand er 2000 im Finale der brasilianischen Meisterschaft, dieses verlor man allerdings gegen den CR Vasco da Gama. Bei der anschließenden Verpflichtung durch den Erstligisten SE Palmeiras schaffte er nicht den Sprung in die erste Mannschaft. Daher schlossen sich diverse Leihgeschäfte an. Mehrmals kehrte zum Klub seinen größten Erfolges dem AD São Caetano zurück. 2011 beendete er seine Profilaufbahn.

## Erfolge
São Caetano
- Vize-Meisterschaft: 2000

Palmeiras
- Taça Pedreira: 2002
- Troféu 90 Anos do Esporte Clube Taubaté: 2004
- Taça 125 Anos do Corpo de Bombeiros: 2005